# Diocesi di Joaçaba
La diocesi di Joaçaba (in latino Dioecesis Ioassabensis) è una sede della Chiesa cattolica in Brasile suffraganea dell'arcidiocesi di Chapecó. Nel 2021 contava 252.669 battezzati su 321.964 abitanti. È retta dal vescovo Mário Marquez, O.F.M.Cap.

## Territorio
La diocesi comprende 31 comuni dello stato brasiliano di Santa Catarina: Abdon Batista, Água Doce, Alto Bela Vista, Arabutã, Brunópolis, Campos Novos, Capinzal, Catanduvas, Concórdia, Erval Velho, Herval d'Oeste, Ibiam, Ibicaré, Ipira, Irani, Jaborá, Joaçaba, Lacerdópolis, Lindóia do Sul, Luzerna, Monte Carlo, Ouro, Passos Maia, Peritiba, Piratuba, Ponte Serrada, Presidente Castelo Branco, Tangará, Vargem, Vargem Bonita, Zortéa.
Sede vescovile è la città di Joaçaba, dove si trova la cattedrale di Santa Teresa del Bambin Gesù.
Il territorio si estende su una superficie di 10.284 km² ed è suddiviso in 25 parrocchie.

## Storia
La diocesi è stata eretta il 12 giugno 1975 con la bolla Quo aptius di papa Paolo VI, ricavandone il territorio dalle diocesi di Caçador, di Chapecó (oggi arcidiocesi) e di Lages.
Originariamente suffraganea dell'arcidiocesi di Florianópolis, il 5 novembre 2024 è entrata a far parte della provincia ecclesiastica di Chapecó.

## Cronotassi dei vescovi
Si omettono i periodi di sede vacante non superiori ai 2 anni o non storicamente accertati.
- Henrique Müller, O.F.M. † (27 giugno 1975 - 17 marzo 1999 ritirato)
- Osório Bebber, O.F.M.Cap. † (17 marzo 1999 - 9 aprile 2003 dimesso)
- Walmir Alberto Valle, I.M.C. † (9 aprile 2003 succeduto - 14 aprile 2010 dimesso)
- Mário Marquez, O.F.M.Cap., dal 22 dicembre 2010

## Statistiche
La diocesi nel 2021 su una popolazione di 321.964 persone contava 252.669 battezzati, corrispondenti al 78,5% del totale.
| anno | popolazione | popolazione | popolazione | presbiteri | presbiteri | presbiteri | presbiteri                | diaconi | religiosi | religiosi | parrocchie |
| anno | battezzati  | totale      | %           | numero     | secolari   | regolari   | battezzati per presbitero | diaconi | uomini    | donne     | parrocchie |
| ---- | ----------- | ----------- | ----------- | ---------- | ---------- | ---------- | ------------------------- | ------- | --------- | --------- | ---------- |
| 1976 | 196.640     | 215.234     | 91,4        | 43         | 7          | 36         | 4.573                     | 1       | 50        | 170       | 26         |
| 1980 | 201.000     | 225.000     | 89,3        | 44         | 8          | 36         | 4.568                     |         | 57        | 124       | 23         |
| 1990 | 279.000     | 286.000     | 97,6        | 36         | 12         | 24         | 7.750                     |         | 38        | 72        | 22         |
| 1999 | 224.000     | 260.000     | 86,2        | 38         | 18         | 20         | 5.894                     | 1       | 28        | 53        | 24         |
| 2000 | 227.000     | 264.000     | 86,0        | 39         | 17         | 22         | 5.820                     | 1       | 32        | 50        | 24         |
| 2001 | 242.050     | 295.522     | 81,9        | 40         | 18         | 22         | 6.051                     | 1       | 43        | 42        | 24         |
| 2002 | 242.050     | 295.522     | 81,9        | 36         | 18         | 18         | 6.723                     | 1       | 39        | 42        | 24         |
| 2003 | 242.050     | 295.522     | 81,9        | 40         | 19         | 21         | 6.051                     | 1       | 22        | 42        | 24         |
| 2004 | 242.050     | 295.522     | 81,9        | 40         | 19         | 21         | 6.051                     | 1       | 42        | 42        | 24         |
| 2006 | 225.000     | 310.000     | 72,6        | 38         | 20         | 18         | 5.921                     | 1       | 32        | 30        | 24         |
| 2013 | 256.000     | 342.000     | 74,9        | 42         | 23         | 19         | 6.095                     |         | 28        | 38        | 25         |
| 2016 | 246.680     | 315.000     | 78,3        | 42         | 22         | 20         | 5.873                     |         | 24        | 38        | 25         |
| 2019 | 250.900     | 322.600     | 77,8        | 38         | 22         | 16         | 6.602                     |         | 16        | 30        | 25         |
| 2021 | 252.669     | 321.964     | 78,5        | 36         | 20         | 16         | 7.018                     |         | 16        | 41        | 25         |